# Cerekvička-Rosice
Cerekvička-Rosice település Csehországban, a Jihlavai járásban. Cerekvička-Rosice Suchá, Čížov, Brtnice, Vílanec és Stonařov településekkel határos. Lakosainak száma 231 fő (2024. január 1.).

## Népesség
A település lakosságának változását az alábbi diagram mutatja:
| Lakosok száma | 340  | 346  | 298  | 222  | 123  | 131  | 160  | 169  | 203  | 231  |
|               | 1869 | 1890 | 1921 | 1950 | 1980 | 2001 | 2017 | 2019 | 2022 | 2024 |